# ラブとピース!/夢題〜遠くへ〜
『ラブとピース!/夢題〜遠くへ〜」（ラブとピース!/むだい〜とおくへ〜）は、いきものがかりの31作目のシングル。「ラブとピース!」と「夢題〜遠くへ〜」との両A面シングル。ソニー・ミュージックレーベルズ / エピックレコードジャパンからCDシングル・デジタル・ダウンロードで2015年11月3日に発売された。

## 概要
前作「あなた」から約6か月ぶりに発売された2015年第2弾シングル。初回仕様限定盤には「いきものカード046」が封入される。
なお、発売日の11月3日はいきものがかりが現在の3人組となった日で、この日に作品がリリースされたのはベストアルバム『いきものばかり〜メンバーズBESTセレクション〜』以来5年ぶりとなる。

## 収録曲
| #         | タイトル                          | 作詞・作曲 | 編曲      | 時間  |
| --------- | --------------------------------- | ---------- | --------- | ----- |
| 1.        | 「ラブとピース!」                 | 水野良樹   | 本間昭光  | 4:52  |
| 2.        | 「夢題〜遠くへ〜」                | 山下穂尊   | 亀田誠治  | 6:36  |
| 3.        | 「ラブとピース! -instrumental-」  |            |           | 4:52  |
| 4.        | 「夢題〜遠くへ〜 -instrumental-」 |            |           | 6:33  |
| 合計時間: | 合計時間:                         | 合計時間:  | 合計時間: | 22:55 |

## 曲解説
1. ラブとピース!
テレビ朝日系木曜ドラマ『遺産争族』主題歌[3]。
テレビ朝日のドラマタイアップは今回が初めてで、水野が2話までの台本を読んで制作した楽曲[3]。
PVには、加藤諒と杉浦貴(プロレスリングNOAH)宮城もち(アイスリボン)が出演している[4]。
2. 夢題〜遠くへ〜
NHK総合テレビドラマ10『水族館ガール』挿入歌[5]。
インディーズ2ndアルバム『七色こんにゃく』収録曲をリアレンジした楽曲[6]。
元々は山下が高校の学園祭で披露するために作られた曲であった。当初はカップリング扱いであったものの、路上ライブ時代の定番であった曲であり、3人組となった日の発売であったためA面扱いとなった[6]。
シングルA面曲では2008年リリースの「花は桜 君は美し」以来となる、リリース時点でタイアップが付いていない楽曲であった[注 2]。
山下作品でA面扱いの楽曲は本作が最後。

## 参加ミュージシャン
- いきものがかり
  - 吉岡聖恵：ボーカル
  - 水野良樹：ギター
  - 山下穂尊：ギター・ハーモニカ

  1. ラブとピース!
    - 本間昭光：プロデューサー・アレンジ・ピアノ
    - 河村"カースケ"智康：ドラム
    - 須長和広：ベース
    - 林部直樹：ギター
    - 朝倉真司：パーカッション
    - 真部裕：ストリングス
    - 竹上良成ホーンズ：ホルン
    - 佐々木久美、高城奈月子：コーラス

  2. 夢題〜遠くへ〜
    - 亀田誠治：プロデューサー・アレンジ・ベース
    - 玉田豊夢：ドラム
    - 小倉博和：ギター
    - 西川進：ギター
    - 皆川真人：ピアノ
    - 今野均ストリングス：ストリングス

## 収録アルバム
- 超いきものばかり〜てんねん記念メンバーズBESTセレクション〜（#1, #2）
#2は曲の終わりがフェードアウトにならないアレンジバージョンで収録。